# Banca Transilvania
Banca Transilvania S.A. (BT eller TLV) er en rumænsk bank med hovedkvarter i Cluj-Napoca. Den blev etableret i 1993 i Cluj-Napoca. Målt på aktiver er det Rumæniens største bank med markedsandel på over 16 %. De har ca. 1,76 mio. kunder, 550 filialer og over 7.000 ansatte.